# Vasil Kobulej
Vasil Kobulej (11. prosince 1919, Soločín, Podkarpatská Rus – 14. ledna 1999) byl československý voják, plukovník a jedna z osobností Karpatsko-dukelské operace a Ostravsko-opavské operace.
Za své zásluhy se stal čestným nositelem Řádu Vlastenecké války I. stupně, Československého velitelského řádu Jana Žižky z Trocnova, Řádu rudé hvězdy, čtyřnásobným držitelem Československého válečného kříže z roku 1939 a držitelem řady dalších válečných medailí a vyznamenání.

## Mládí
Narodil se v Soločíně ve Svaljavském okresu na Podkarpatské Rusi v rodině statkáře a zároveň starosty Michala Kobuleje a jeho ženy Julie Kobulejové, rozené Bileové. Po ukončení školní docházky studoval střední průmyslovou školu ve Vyškově. Po rozpadu Československé republiky v březnu 1939 se rozhodl vrátit zpět domů k rodičům a poté odejít do zahraničí bojovat proti nacismu.

## Před vstupem do Československé jednotky vSSSR
Kvůli okupaci Moravy německými vojsky a situaci na Slovensku cestoval přes Polsko. Vzhledem k invazi Rudé armády do východního Polska byl zadržen sovětskou pohraniční hlídkou a následně internován do sběrného tábora. Po krátkém výslechu byl převezen do města Dněpropetrovska do Katerinoslavské věznice. Zde byl nespravedlivě odsouzen na tři roky nucených prací ve věku necelých dvaceti let. Vzhledem k odmítnutí podpisu pod rozsudek mu byl trest okamžitě zvýšen na pět let. Do června 1940 byl ponechán ve vězení, kde uklízel popraviště po katovi. Poté se dočkal spolu s dalšími vězni naložení do vagónů určených pro přepravu dobytka, kde se tísnili bez větrání, a byl převezen k řece Pečoře. Letní vedra a nelidské podmínky připravily nespočet vězňů o život již během transportu. Po příjezdu byl vyslán spolu s dalšími zadrženými do gulagu Vorkuta za polární kruh. Ztráty vězňů čítaly desetitisíce. Nedlouho po příjezdu se dočkal naložení na zaoceánskou loď. V nelidských podmínkách rýžoval zlato, chytal ryby a tahal dřevo ze sibiřských lesů. Zde málem přišel o život po útoku medvěda, který zabil jeho koně. Za to jen zázrakem nebyl popraven po návratu do koncentračního tábora. Zachránilo ho jen to, že jako jediný uměl obsluhovat a opravovat parní stroj. Jeho uvěznění trvalo až do doby, než byl odeslán na stavbu transsibiřské magistrály.

## Válečné období
Po dohodě Londýnské exilové vlády se SSSR mu byla udělena milost a byl propuštěn na svobodu. Dne 18. července 1941 byla oficiálně stvrzena obnova diplomatických vztahů a navázána vzájemná spolupráce proti nacistickému Německu. Uvedené vytvořilo předpoklady pro budoucí aktivní mobilizaci československé vojenské jednotky na území Sovětského svazu pod vedením pplk. Ludvíka Svobody. Její formování započalo Buzuluku na úpatí Uralu. Zde byl Vasil Kobulej odveden 10. října 1942 a po odvodu zařazen do Tankového učiliště v Tambově vzdáleném tisíc kilometrů.

### Tank Lidice a Žižka

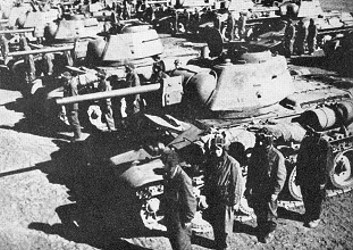
Nastoupený tankový prapor při závěrečné přehlídce v Novochopersku.

Po jeho úspěšném ukončení odjel s ostatními absolventy do Novochoperska, kde přebral na podzim 1943 legendární tank Lidice, jehož se stal prvním řidičem. Jednalo se o tank T-34/76, který v době svého vzniku patřil k nejlepším středním tankům na světě.
„Věděli jsme samozřejmě o Lidicích, vyprávěli nám o nich na besedách osvětoví důstojníci, četli jsme o nich v buzuluckých Denních zprávách, slyšeli rozhlas,“ řekl Vasil Kobulej. „Pomstít se po boku Rudé armády za Lidice, za jejich obyvatele, za všechny fašistické zločiny – s tím jsme šli v tankovém praporu 1. čs. brigády v SSSR do bojů o Kyjev. Všichni – a tím spíše naše osádka se jménem zmučené obce na věži tanku.“ Plukovník v záloze Vasil Kobulej zavzpomínal na osádku „téčka“, kterou tvořili kromě něho podporučík Lumír Pisarský, velitel, a vojíni Hleba a Krušínský, pak místo Hleby vojín Jiří Jovbak. Josef Buršík, s nímž tvořil osádku tanku Žižka, vzpomíná, že Vasil Kobulej souběžně působil jako instruktor tankového praporu.

### Boje v1. čs. armádním sboru
Zúčastnil se Bitvy o Kyjev, Bitvy o Dněpr a nejtěžších bojů o Čerňachov, Fastov, Bílou Cerekev, Žaškov, kde tank zasáhla německá bomba a došlo k zranění jeho posádky. Prokázané hrdinství mu přineslo okamžité povýšení do hodnosti poddůstojníka a ustanovení do funkce technického zástupce velitele roty. Při bojích o Dukelský průsmyk na kótě 534 byl zasažen tank Lidice a on sám, ač v hořící kombinéze nasáklé naftou, zachraňoval členy své posádky navzdory utrpěným popáleninám. „V den 26. výročí vzniku Československé republiky byli u 1. tankového praporu vyznamenáni Čs. válečným křížem 1939 za činnost v Karpatsko-dukelské operaci des. Mikuláš Končinský, des. Vasil Kobulej a svob. Antonín Peterka.“

### ZVasilkova do Rudy
1. československá samostatná brigáda držela obranná postavení u Vasilkova, aby se v prosinci 1943 účastnila útoku na Bílou Cerekev. 30. prosince zahájila postup na obec Ruda, aby pomohla překonat nepřátelský odpor. „Tank LIDICE, který je v čele, měl nedávno poruchu v boji u vesnice Komuna Čajka a taktak, že se z toho dostal. Z věže se dívá podporučík Lumír Písarský, pod ním v nitru obrněnce odpočívají střelec svobodník Hleba a nabíječ vojín Krušínský. Řídí četař Vaska Kobulej, který je také mechanik a odstraňuje poruchy i v boji. Má k tomu bohužel, nejednou příležitost, mechanismus stroje má „mouchy“.“ Navzdory snižující se bojeschopné technice, Čechoslováci pokračovali dopředu v dlouhých mrazivých nocích. Při boji o Rudu se dostali do těžkého střetu se skupinou nacistických středních tanků. Za cenu ztrát se podařilo rozbít německou kolonu a vesnici osvobodit od okraje až za řeku Ross.

### Ostravská operace

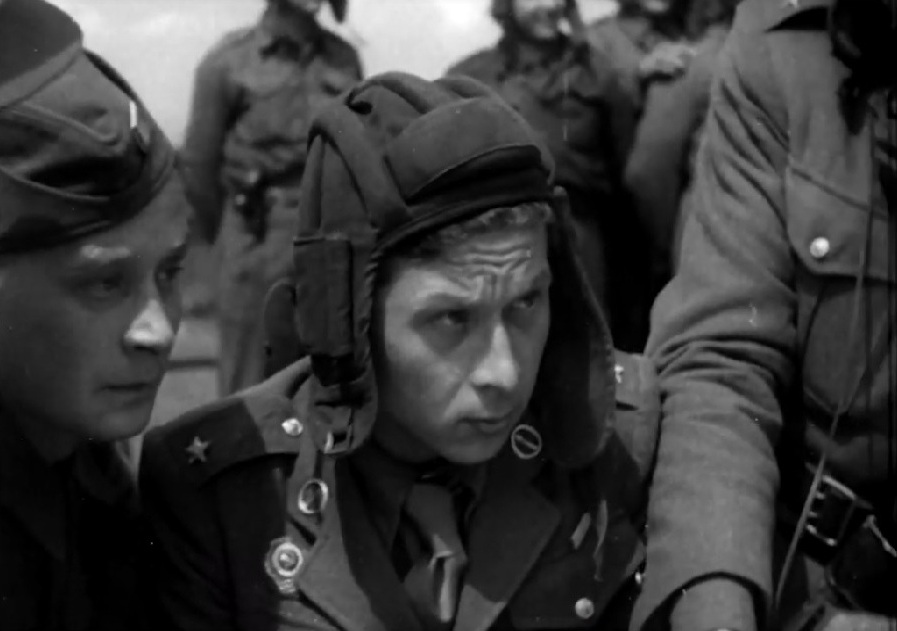
Taktická porada bojového nasazení na československém území, 1945.

Dne 14. března 1945 obdržel s nejlepšími tankisty před nastoupenou jednotkou čestný odznak „Otličnyj tankist.“ Dosud jej nikdo z československých tankistů nedostal. Patřil mezi první příslušníky 1. československé samostatné tankové brigády, kteří se 30. dubna 1945 probojovali do Moravské Ostravy. Ostravské operace se zúčastnil již v hodnosti podporučíka. U druhého 2. tankového praporu byl členem komise, která rozhodovala o vyřazení zničené bojové techniky z provozu. Spojenecké velmoci ustanovily demarkační čáru, která strategicky určila směr. Při bojích o Moravskoostravskou oblast čelili desítkám nepřátelských divizí, včetně tankových a motomechanizovaných jednotek podporovaných letectvem. Po osvobození Ostravy, Opavy a Olomouce byl určen do rychlé armádní skupiny vyslané na pomoc Praze a účastnil se Pražské operace. Osmého května večer, kdy byl oznámen podpis kapitulačního aktu uskutečněný v Remeši, přijeli do městské části Měcholupy. Přesto nacistické jednotky nerespektovaly oficiální stanoviska a v okolí hlavního města se bojovalo až do 11. května. Po osvobození Prahy Rudou armádou došlo ke konci druhé světové války. Z posledních osmi tanků padlo pět při těžkých bojích o Ostravu a do Prahy přijely jen poslední tři. Vasil Kobulej řídil jeden z nich.

## Válečné vzpomínky

### Audioknihy
Kyjev - vzpomínky příslušníků 1. čs. samostatné brigády. Krajská knihovna Františka Bartoše ve Zlíně: Praha Supraphon, 1983
Kyjev - vzpomínky příslušníků 1. čs. samostatné brigády. Praha Supraphon, 2018

### Historické dokumenty
Bitva o Ostravsko 1945
Neohrožený tankista Lumír Písarský

### Literární prameny
Při osvobozování Kyjeva v roce 1943 popisuje Cílek a Richter (2002, s. 271) jeho záchranu civilního obyvatelstva: „Vasil Kobulej náhle zpozoroval pohyb nepřátelských vojáků kolem malého domku. V rádiu slyší, jak velitel dává rozkaz k zahájení palby. Periskopem vidí v okně domku civilisty. Okamžitě sděluje veliteli: „Nestřílet! Jsou tam ženy s dětmi!“ Vyslaný průzkum to potvrdil. V domku bylo skutečně asi čtyřicet žen s dětmi. Rukojmí.“

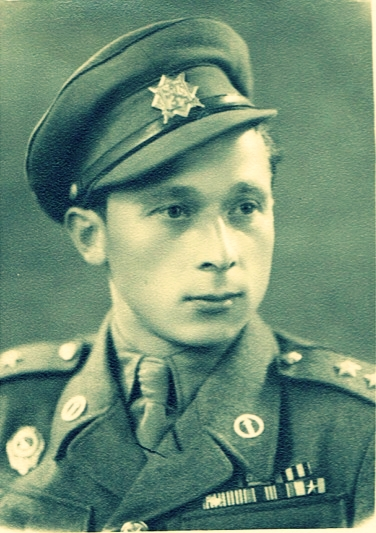
Portrét Vasila Kobuleje, léto 1945 v osvobozené vlasti.

Bojové podmínky byly značně ztížené deštěm a bahnem, mrazem a ledem v těžko přístupném terénu: „Před námi je ferdinand!“ – „Vidím,“ vzkřikl Písarský. Hned vypálil několik ran. A řidiči zavelel: „Vem to přes rokli! Objedem je a vpadneme jim do zad.“ Rokle je hlubší, než vypadala, bahnité dno a hned příkré stoupání v úhlu pětačtyřicet stupňů. Kobulejovi se řinou po tváři i po těle stružky potu. Zvolna, opatrně pouští tank dolů. Jen aby se nezapíchl předkem do bláta. Pomalu! Pomalu! Dobré je to! A teď na plný plyn nahoru. Sešlapuje akcelerátor. Motor řve a tank se drápe po svahu vzhůru. Ať mi, proboha, nechcípne motor! Modlí se Kobulej a šlape na pedál, až ho chytá křeč do lýtka. Musí udržet motor v obrátkách. Ještě tři metry, ještě metr. Konečně se těžký stroj převalil přes okraj rokle. Písarský už otáčel věž a vzápětí odpálil v rychlém sledu tři přesně mířené rány“ (Richter, 2015, s. 182).
V bojích za osvobození Ukrajiny se vyznamenal v tomto klíčovém okamžiku: „Mimořádnou odvahu osvědčil řidič tanku Vasil Kobulej, který v nejprudší palbě vylezl z tanku a za pomoci střelce velitelského tanku Stěpana Vajdy uvolňoval strženou trolej, která se namotala na tankový pás a bránila mu v jízdě“ (Richter, 1997, s. 73).
Ve strastiplných zimních bitvách o Bílou Cerkev zachraňoval zraněné spolubojovníky: „Těžce byl raněn statečný tankista Juraj Jovbak, který jen zázrakem přežil zásah do obličeje. Svědkem toho byl neohrožený tankista Vasil Kobulej: „Přes přední příklop proletěl nepřátelský granát dvacetimilimetrové ráže. Utrhl mi šňůru od radiokukly a v blízkosti Jovbakovy hlavy explodoval na motorové přepážce a Jirkův obličej zdemoloval. Nepřátelská střela měla ničivé následky: poškodila olejové i vodní potrubí a tank byl vyřazen z provozu. Nepřítel toho využil a soustředil na nás palbu. Jovbaka jsme z tanku vyprostili. Nařídil jsem jednomu ze samopalníků, aby raněného vzal na záda a rychle dopravil na obvaziště. S ostatními členy osádky jsme si vzali osobní zbraně, ruční granáty, poplácali jsme náš tank, nasedli na jiný a vyrazili k protiútoku…“ (Richter, 1997, s. 76).
Vasil Kobulej byl „jeden z mála vojáků, kteří stáli u zrodu tankové jednotky v létě 1943, účastnili se všech bojů a v květnu 1945 dorazili do Prahy.“

## Poválečné období

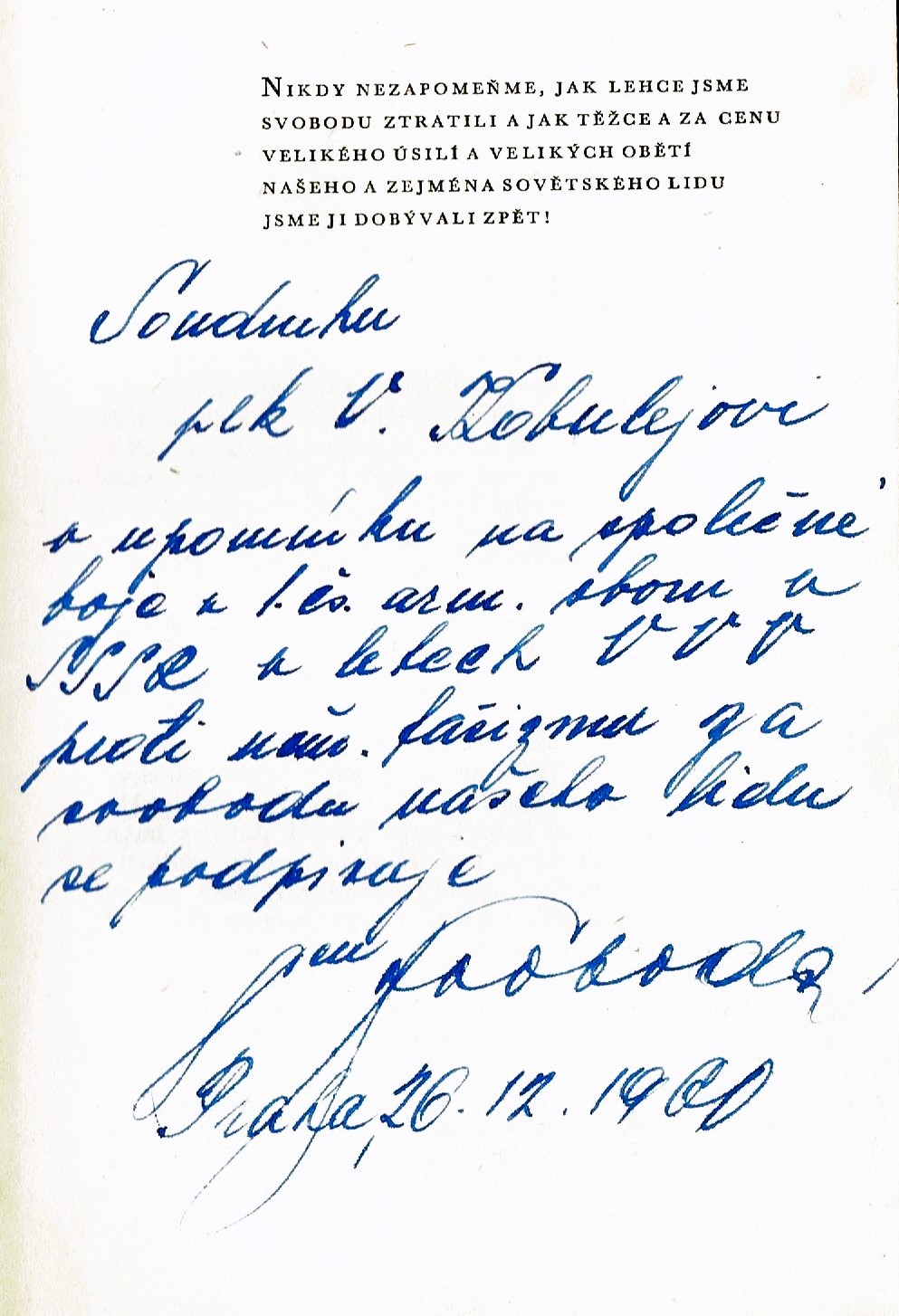
Věnování prezidenta Ludvíka Svobody při setkání v Praze.

Francev uvádí, že Vasil Kobulej navštívil polskou osadu Frankow a zde 13. března 1950 provedl technickou prohlídku tanku T-34/76 č. 311367 LIDICE, který zůstal na dukelském bojišti. Vyproštění proběhlo 21. srpna 1950 a npor. Kobulej dohlížel na jeho přepravu do Tankového učiliště ve Vyškově na Moravě, kde byl tank opraven. Jeho služební nasazení ve Vyškově trvalo v letech 1950 až 1952. Dále sloužil ve Strašicích, v Táboře a v Písku. V létě roku 1963 se s manželkou a dětmi odstěhoval do Hamru na Jezeře. Ve stejné vile předtím bydlel legionář Miroslav Frost. Několik let je velitelem Vojenského výcvikového prostoru Ralsko. 
Při Invazi vojsk Varšavské smlouvy do Československa sloužil u 4. tankové základny Vojenského útvaru 7346 ve Stráži pod Ralskem. V ranních hodinách 21. srpna 1968 se ruský poručík dožadoval vstupu do kasáren. Plukovník Kobulej ho v ruštině okřiknul: „Co tady křičíš. Postav se do pozoru a podej hlášení plukovníkovi Varšavské smlouvy!“ V roce 1971 je pod tlakem událostí penzionován. V druhé polovině roku 1984 se přestěhoval do České Lípy.
 Stále trávil spoustu času v Hamru na Jezeře, kde si ponechal chatu. 

### Pietní akce
Po válce se účastnil mnoha pietních akcí za padlé kamarády. Každoročně byl přítomen na oslavách osvobození a měl zde vzpomínkové projevy pro veřejnost. V roce 1955, u příležitosti 10. výročí osvobození Ostravy, přivedl dvě dcery zesnulého ppor. Václava Šary, technika 5. tankové roty, za mjr. Antonínem Popovičem. Ten s ním sdílel poslední okamžiky, i jeho skon při prohlídce poškozeného tanku. Vytryskly jim slzy a v hlubokém dojetí naslouchaly dlouhé hodiny, jak jim vyprávěl o jejich statečném otci. Stál u zrodu  Memoriálu Antonína Sochora, který mnoho ročníků organizoval a který se stále pořádá. 

### Výstavba válečných památníků
Aktivně se podílel na výstavbě válečných památníků a pietních míst z úcty k padlým kamarádům. Intenzivně spolupracoval s vojenskými muzei. Věnoval jim i většinu své vojenské výstroje a výzbroje, včetně osobní pistole Makarov, kterou si v dětství oblíbil jeho syn. Každý tankista byl vybaven vlastní zbraní a v tanku měl příruční samopal. 

### Přednášková činnost
„Pro všechny vojáky včetně mladých důstojníků tehdejší tankové brigády, byly velmi cenné poznatky z frontové bojové praxe, které do výcviku přenášeli bývalí příslušníci 1. čs. tankové brigády v SSSR – Cilc, Kobulej, Jovbak, Štefano a Válko.“ Často pořádal též besedy pro mládež.

## Rodina

Vasil Kobulej a jeho novomanželka Ruth, 1947.

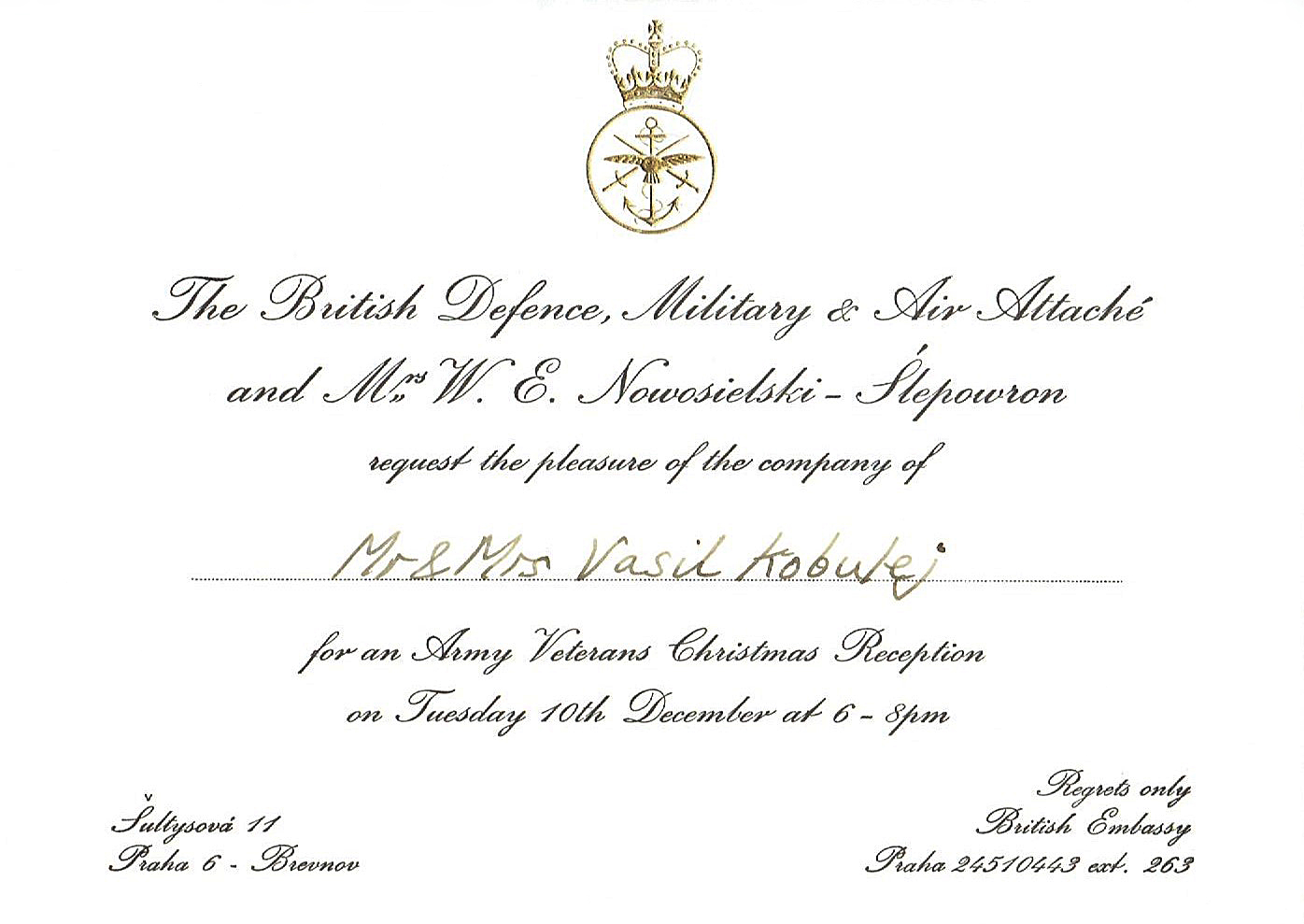
Pozvánka na recepci válečných veteránů na Britskou ambasádu.

### Manželství
Při květnových oslavách v Ostravě v roce 1945 potkal Ruth, maturantku reálného gymnázia. O dva roky později, 23. srpna 1947, byli oddáni ve farním Kostele Navštívení Panny Marie v Ostravě V. – Zábřeh. Během války byla Ruth spojkou poručíka Jána Ušiaka, velitele 1. čs. partyzánské brigády Jana Žižky v Beskydech. Vyrůstala na Čeladné, proto výborně znala místní terén. Partyzánům nosila zprávy a jídlo. Vzpomínala: „Partyzánů byly plné lesy. Měla jsem veliký strach, aby mě z gestapa nechytili. Bylo to zakázané pod trestem smrti." Zdejší kraj milovala, proto zde pravidelně trávila mnoho času s Vasilem a rodinou.

### Děti a vnoučata
Dcera Olga se narodila 26. června 1948 v Ostravě. Syn Boris přišel na svět 26. června 1952 ve Strašicích. Po vzoru svého otce se vydal na vojenskou kariéru a dosáhl stejné hodnosti. „Jsem šťasten, že můj syn Boris, kterému jsem dal jméno po sovětském tankistovi, co zemřel v mé náruči, naplňuje svou poctivou službou v naší armádě bojový odkaz osádky tanku Lidice a všech vojáků naší jednotky, kteří po boku Sovětské armády bojovali za naši svobodu, i za to, aby už nikdy se nemohly opakovat Lidice.“ Měli šest vnuček. Od dcery Olgu (1969), Michaelu (1972), Kateřinu (1977) a Terezu (1979). Od syna Hanu Karolinu (1985) a Adrianu (1988).

## Na sklonku života
Vasil byl své ženě věrný celý život, znali se skoro 54 let, a rozdělil je jen jeho odchod. Ruth následně zůstala téměř 19 let sama. Navzdory hospitalizaci v Ústřední vojenské nemocnici se mu stalo osudným selhání jater. Transplantace nebyla možná z důvodu pokročilého věku a válečných zranění. Na jeho léčbě se podílel přední český chirurg Pavel Pafko. Když již nebyla naděje, vrátil se z Prahy do České Lípy. Odtud odjel do léčebny v Novém Boru (dnes ul. B. Egermanna 354), kde skonal. Ve stejném městě se nachází i místo jeho posledního odpočinku na Lesním hřbitově. Nejbolestivější ze všeho bylo, že se ho nepovedlo ušetřit diagnóze a bylo mu přímo sděleno, že umírá. On se zeptal. „A proč mám umřít? Vždyť je mi teprve 78.“ Jeho otec Michal se dožil 105 let. Selhání jater souviselo s léky proti bolesti, které užíval od útlého věku, když léčil opakovaná válečná zranění. Navíc v kombinaci s další léčbou, protože měl plíce poškozené těžkými mrazy kvůli dlouholetému pobytu v gulagu. Průdušky byly zasažené i opakovanými požáry jeho tanků a všudypřítomnými zplodinami ze střel a vybuchujících granátů. 

## Poslední rozloučení
Kremace proběhla v Liberci. Při smutečním ceremoniálu měl proslov generálporučík Jozef Činčár, přijel se s ním rozloučit zástup válečných veteránů z různých koutů republiky a zazněla čestná salva, která ho doprovodila na jeho poslední cestě. Byl publikován nekrolog: "Sbohem, frontový tankisto."

Portrét od vnučky Adriany. Akryl na plátně, 2021.

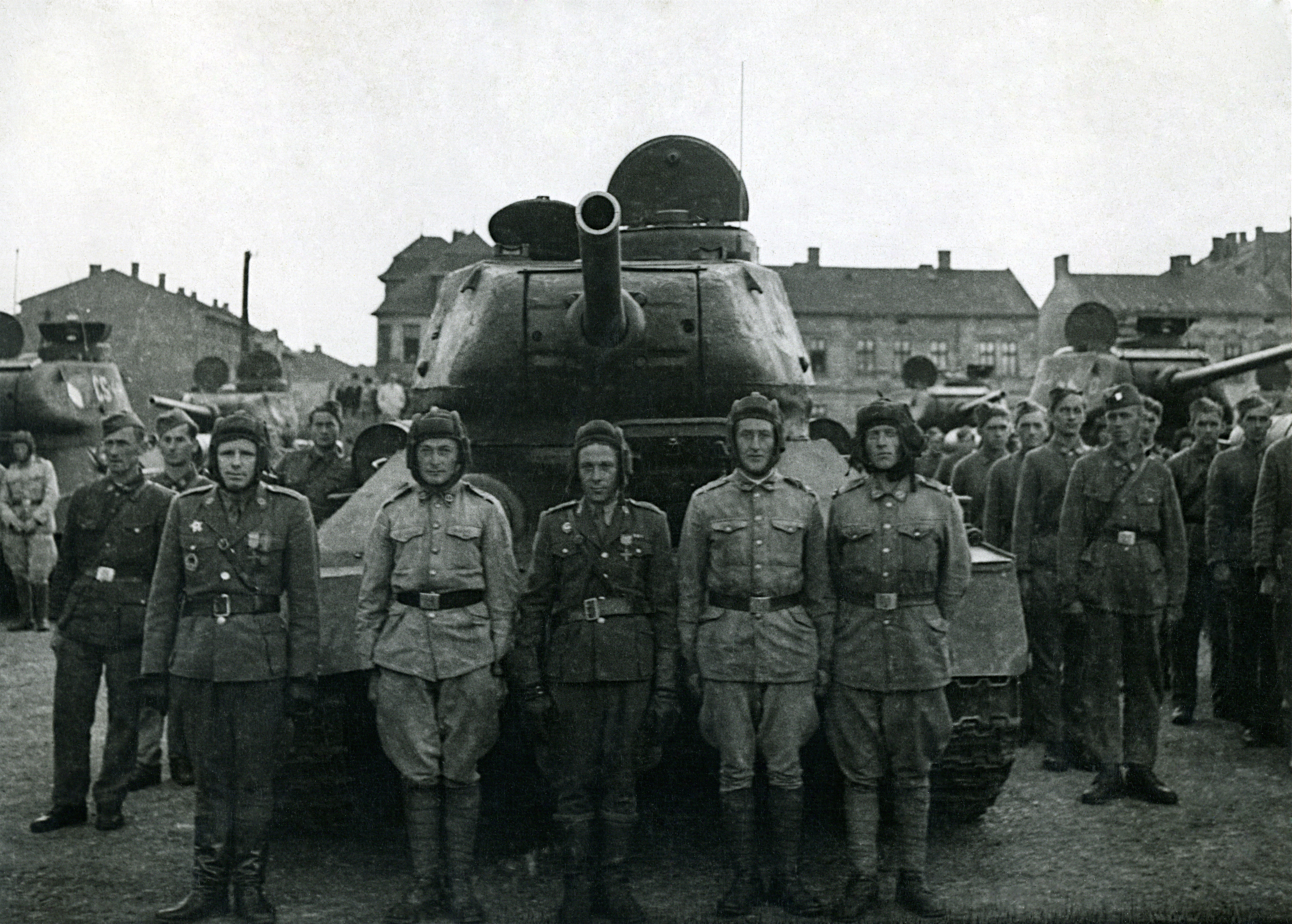
Vasil Kobulej na slavnostní přehlídce v Ostravě v květnu 1945.

## Řády
- Řád Vlastenecké války I. stupně
- Řád rudé hvězdy
- Československý velitelský řád Jana Žižky z Trocnova

## Vyznamenání

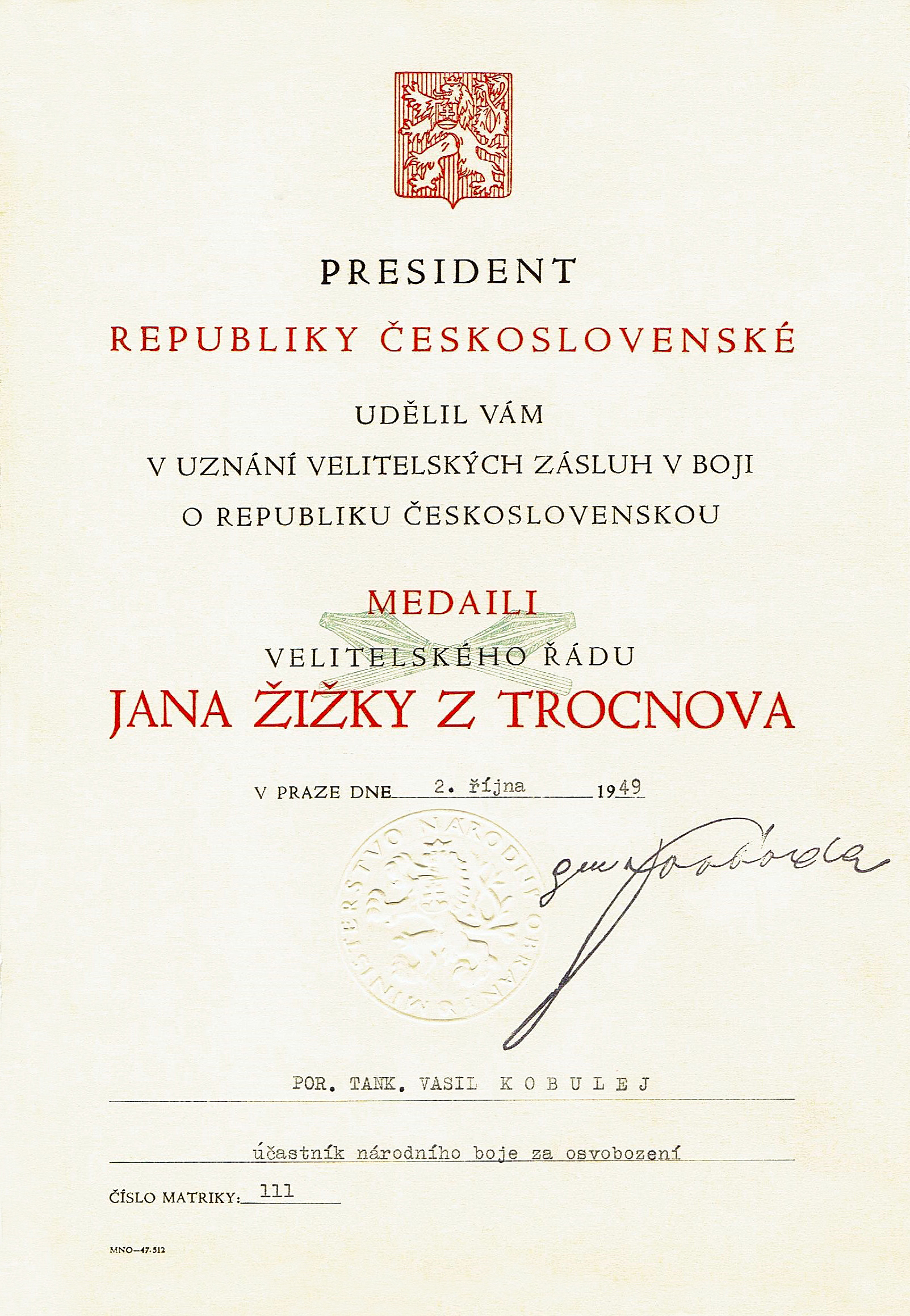
Dekret k Velitelskému řádu Jana Žižky z Trocnova.

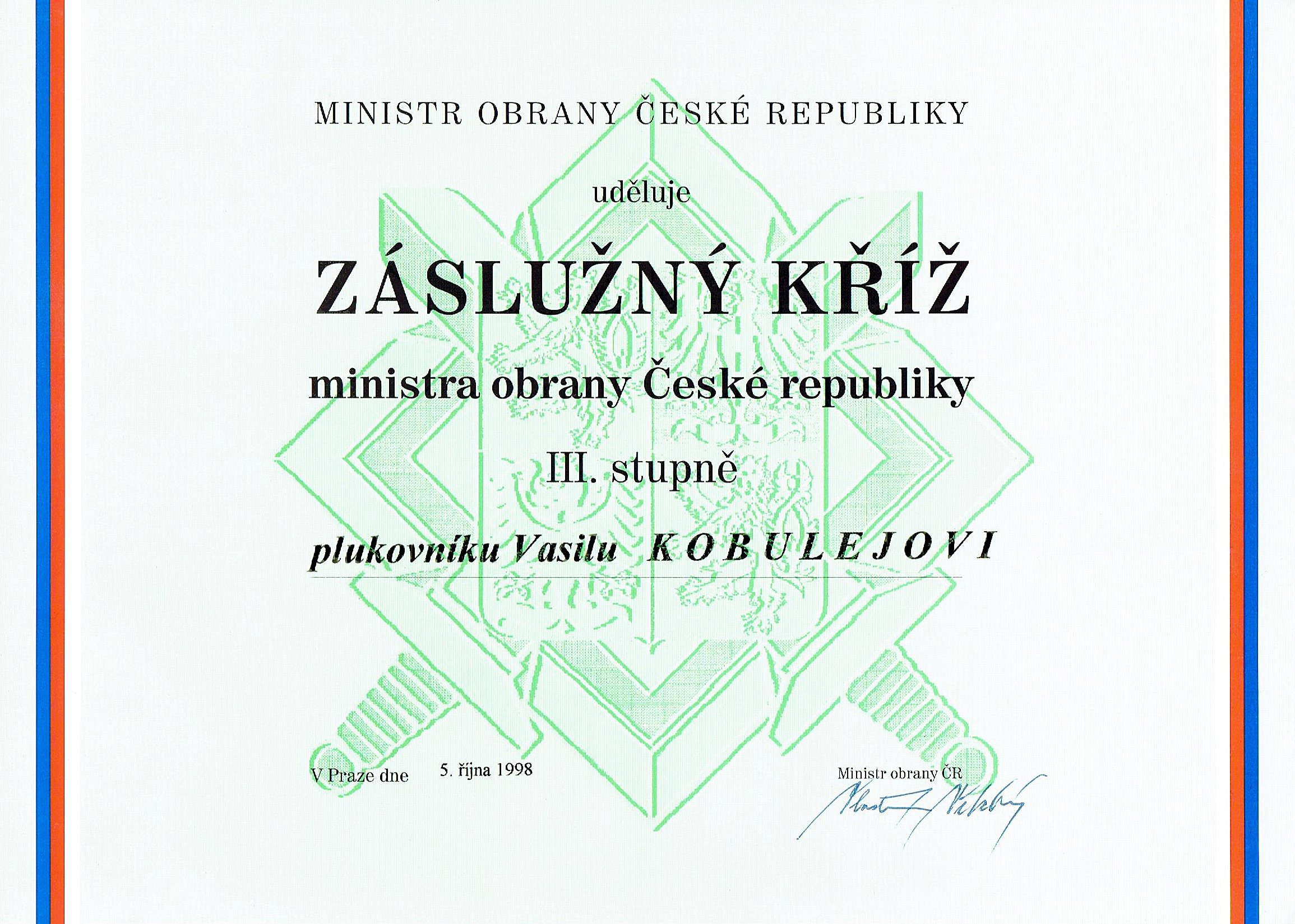
Dekret k Záslužnému kříži ministra obrany České republiky.

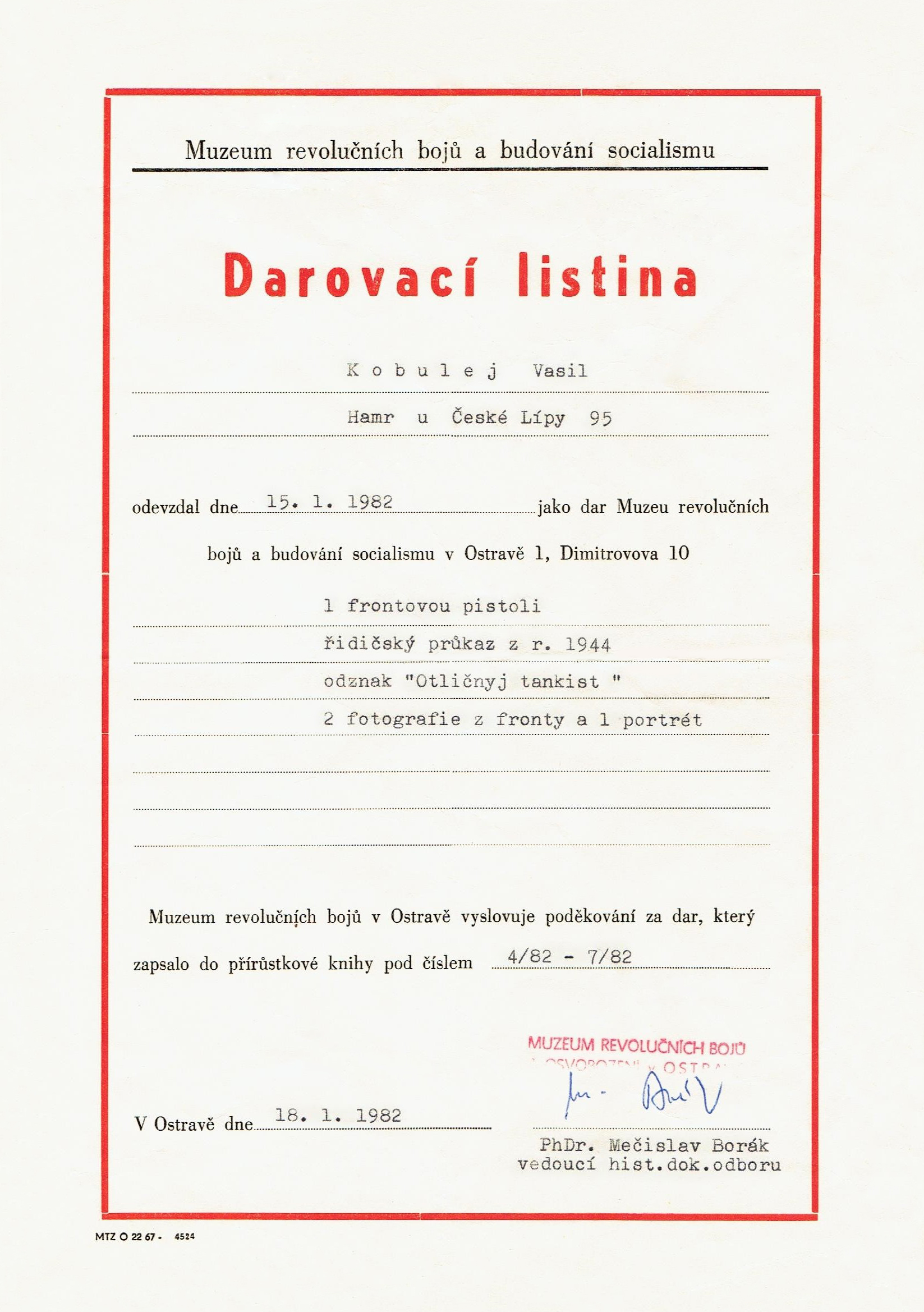
Darovací listina od vojenského muzea v Ostravě.

- Vyznamenání Za zásluhy o obranu vlasti
- Vyznamenání Za zásluhy o výstavbu

## Medaile
- Československý válečný kříž 1939
- druhý Československý válečný kříž 1939
- třetí Československý válečný kříž 1939
- čtvrtý Československý válečný kříž 1939
- Medaile za vítězství nad Německem ve Velké vlastenecké válce 1941–1945
- Medaile Žukova
- Československá medaile Za chrabrost před nepřítelem
- druhá Československá medaile Za chrabrost před nepřítelem
- Československá medaile za zásluhy I. stupně
- Dukelská pamětní medaile
- Záslužný kříž ministra obrany České republiky
- Medaile 40. výročí vítězství ve Velké vlastenecké válce
- Medaile 50. výročí vítězství ve Velké vlastenecké válce
- Pamětní medaile československé armády v zahraničí
- Medaile Za zásluhy o ČSLA I. stupně
- Medaile Zasloužilý bojovník proti fašismu
- Medaile za odvahu
- Československá medaile za zásluhy II. stupně
- Pamětní medaile k 20. výročí osvobození ČSSR
- Pamětní medaile Ostravské operace
- Medaile Za osvobození Prahy
- Pamětní medaile k 20. výročí Slovenského národního povstání
- Pamětní medaile 40. výročí osvobození ČSSR
- Medaile 45 let osvobození Kyjeva
- Pamětní medaile 10. výročí založení Prvního vojenskohistorického muzea M. Frosta[25]
- Stříbrná medaile Prvního vojenskohistorického muzea M. Frosta

## Pocty
Památku a celoživotní příběh slavnostně uctilo První vojenskohistorické muzeum M. Frosta v pevnostním městě Josefov v Jaroměři, které mu udělilo tři medaile za význačný přínos k české vojenské historii. Zároveň byla odhalena vitrína věnovaná jeho osobnosti a bojovým zásluhám, která je přístupná návštěvníkům v hlavní expozici muzea.